# 100th Window
100th Window — четвёртый студийный альбом британского трип-хоп коллектива Massive Attack, вышедший в 2003 году.

## Об альбоме
Работа над альбомом началась ещё в 2000 году, при помощи группы Lupine Howl. Но, согласно сообщению Роберта Дель Ная от 17 июля 2002 года, помещённому на форуме официального сайта группы, первоначальный материал альбома был признан негодным и уничтожен.
От первоначального состава Massive Attack к записи 100th Window остался только Роберт Дель Ная «3D». Эндрю «Mushroom» Вулвз ушёл сразу после записи предыдущего альбома, Mezzanine, а Грант «Daddy G» Маршал больше времени уделял воспитанию своей дочери, чем музыкальным делам. К Роберту присоединился Нейл Дэвидж, и, при неизменной помощи Хореса Энди и Шинейд О’Коннор, в 2003 году альбом был записан. Это был первый альбом группы, на котором не использовалось электронных семплов.
Название альбома взято из книги «The Hundredth Window: Protecting Your Privacy and Security in the Age of the Internet».

## Список композиций
Все композиции — Роберт Дель Ная и Нейл Девидж, кроме 2, 4 и 6 — Ная/Девидж/O’Коннор.
1. «Future Proof» (вокал «3D») — 5:38
2. «What Your Soul Sings» (вокал O’Коннор) — 6:38
3. «Everywhen» (вокал Хорас Энди) — 7:39
4. «Special Cases» (вокал O’Коннор) — 5:09
5. «Butterfly Caught» (вокал «3D») — 7:34
6. «A Prayer for England» (вокал O’Коннор) — 5:48
7. «Small Time Shot Away» (вокал «3D», бэк-вокал Деймон Албарн) — 7:59
8. «Name Taken» (вокал Хорас Энди) — 7:49
9. «Antistar» (вокал «3D») — 8:17
10. «LP4» (скрытый инструментальный трек) — 11:23

## Участники записи
- Роберт Дель Ная (Robert «3D» Del Naja)
- Нейл Девидж (Neil Davidge)
- Хорес Энди (Horace Andy) — вокал
- Шинейд O’Коннор (Sinead O’Connor) — вокал
- Алекс Свифт (Alex Swift) — клавишные, программинг
- Анжело Брушини (Angelo Bruschini) — гитары
- Джон Харрис (Jon Harris) — бас
- Деймон Рис (Damon Reece) — ударные
- Стюарт Гордон (Stuart Gordon) — скрипка
- Скейла Ханка (Skaila Hanka) — арфа
- Грейг Прюс (Craig Pruess) — дирижёр струнной секции